# ژان فرانسوا پیلتر دو روزیه
ژان فرانسوا پیلَتر دو روزیه (فرانسوی: Jean-François Pilâtre de Rozier‎؛ ۳۰ مارس ۱۷۵۴ – ۱۵ ژوئن ۱۷۸۵) آموزگار شیمی و فیزیک اهل فرانسه، و یکی از اولین پیشگامان هوانوردی بود. او و مارکی فرانسوا لوران د آرلاندز
اولین پرواز آزاد با بالون سرنشین دار را در یک بالن مون‌گلفیه، در ۲۱ ماه نوامبر سال ۱۷۸۳ میسر ساخت.
وی را اولین درگذشته سوانح و حوادث هوایی می‌دانند. در ۱۵ ژوئن ۱۷۸۵ هنگامی که در بالون روزیر به همراه پیر روماین قصد عبور از کانال مانش را داشت کشته شد.